# Guldenroedelichtmot
De guldenroedelichtmot (Anania terrealis) is een vlinder uit de familie van de grasmotten (Crambidae). De wetenschappelijke naam van deze soort is voor het eerst voorgesteld als Botys terrealis door Georg Friedrich Treitschke in een publicatie uit 1829. De spanwijdte van de vlinder bedraagt tussen de 24 en 28 millimeter. De soort overwintert als volgroeide rups.

## Verspreiding
Deze soort komt in vrijwel geheel Europa voor met uitzondering van IJsland en Ierland. Verder komt de guldenroedelichtmot voor in Marokko, Turkije, Georgië, Armenië, Siberië en Iran.

### Voorkomen in Nederland en België
De guldenroedelichtmot is in Nederland een zeer zeldzame soort. In België is de soort na 1980 niet meer waargenomen. De soort kent één generatie die vliegt van juni tot augustus.

## Waardplanten
De guldenroedelichtmot heeft echte guldenroede (Solidago virgaurea), Canadese guldenroede (Solidago canadensis) en aster als waardplanten.